# Amr ibn Ya'qub
 (mai 2025).
La mise en forme du texte ne suit pas les recommandations de Wikipédia : il faut le « wikifier ».
Les points d'amélioration suivants sont les cas les plus fréquents :
- Les titres sont pré-formatés par le logiciel. Ils ne sont ni en capitales, ni en gras.
- Le texte ne doit pas être écrit en capitales (les noms de famille non plus), ni en gras, ni en italique, ni en « petit »…
- Le gras n'est utilisé que pour surligner le titre de l'article dans l'introduction, une seule fois.
- L'italique est rarement utilisé : mots en langue étrangère, titres d'œuvres, noms de bateaux, etc.
- Les citations ne sont pas en italique mais en corps de texte normal. Elles sont entourées par des guillemets français : « et ».
- Les listes à puces sont à éviter, des paragraphes rédigés étant largement préférés. Les tableaux sont à réserver à la présentation de données structurées (résultats, etc.).
- Les appels de note de bas de page (petits chiffres en exposant, introduits par l'outil «  Source ») sont à placer entre la fin de phrase et le point final[comme ça].
- Les liens internes (vers d'autres articles de Wikipédia) sont à choisir avec parcimonie. Créez des liens vers des articles approfondissant le sujet. Les termes génériques sans rapport avec le sujet sont à éviter, ainsi que les répétitions de liens vers un même terme.
- Les liens externes sont à placer uniquement dans une section « Liens externes », à la fin de l'article. Ces liens sont à choisir avec parcimonie suivant les règles définies. Si un lien sert de source à l'article, son insertion dans le texte est à faire par les notes de bas de page.
- La présentation des références doit suivre les conventions bibliographiques. Il est recommandé d'utiliser les modèles {{Ouvrage}}, {{Chapitre}}, {{Article}}, {{Lien web}} et/ou {{Bibliographie}}. Le mode d'édition visuel peut mettre en forme automatiquement les références.
- Insérer une infobox (cadre d'informations à droite) n'est pas obligatoire pour parachever la mise en page.

Pour une aide détaillée, merci de consulter Aide:Wikification.
Si vous pensez que ces points ont été résolus, vous pouvez retirer ce bandeau et améliorer la mise en forme d'un autre article.
Abu Hafs 'Amr ibn Ya'qub ibn Muhammad ibn 'Amr fut l' émir saffaride du Sistan pendant un peu plus d'un an (912-913). Il était le fils de Ya'qub, frère de Tahir ibn Muhammad ibn Amr .

## Biographie
En 912, l'opposition au gouverneur samanide du Sistan, Abou Saleh Mansour, provoqua une révolte. Seul survivant des Saffarides descendants de Ya'qub ibn Layth al-Saffar encore au Sistan, Amr, alors âgé de dix ans, devint la figure de proue du mouvement. Le principal meneur de la révolte était Muhammad ibn Hurmuz , ancien soldat kharijite et samanide, qui s'assura le soutien des ayyarun , emprisonna Abou Saleh Mansour et arracha le contrôle de Zarang aux Samanides.
Bien qu'Amr fût le chef de la rébellion en titre, Muhammad ben Hurmuz n'avait aucune intention de lui céder le pouvoir une fois les Samanides chassés du Sistan. Il se proclama émir, inscrivant son nom à la prière du vendredi et frappant lui-même ses pièces. Il fut cependant rapidement contré par le parti pro-saffaride, dirigé par un certain Ibn al-Haffar, qui s'empara du palais de Ya'qubi et proclama Amr émir le 2 mai 912. Lorsque Muhammad ben Hurmuz tenta de reprendre le pouvoir, il fut tué.
'Amr et Ibn al-Haffar furent bientôt contraints de faire face à une invasion samanide lancée pour reconquérir le Sistan. Les Samanides occupèrent les faubourgs de Zarang, mais ne purent pénétrer dans la ville. Pendant neuf mois, les Samanides et les Saffarides combattirent autour de la ville ; finalement, le 24 mai 913, 'Amr et Ibn al-Haffar se rendirent. Abou Saleh Mansur fut libéré et un sauf-conduit fut promis aux défenseurs, mais 'Amr, Ibn al-Haffar et les chefs ayyar furent envoyés à Hérat , puis à Boukhara . 'Amr fut envoyé à Samarcande , tandis que les chefs ayyar furent exécutés.
Amr quitta finalement Samarcande pour Bagdad , où les Abbassides lui offrirent refuge. Quelque temps plus tard, il fut invité à revenir au Sistan par Abou Ja'far Ahmad , qui avait rétabli la domination saffaride sur la province. Il reçut tous les honneurs et le poste de redresseur de torts.En 912, l'opposition au gouverneur samanide du Sistan, Abou Saleh Mansour, provoqua une révolte. Seul survivant des Saffarides descendants de Ya'qub ibn Layth al-Saffar encore au Sistan, Amr, alors âgé de dix ans, devint la figure de proue du mouvement. Le principal meneur de la révolte était Muhammad ibn Hurmuz , ancien soldat kharijite et samanide, qui s'assura le soutien des ayyarun , emprisonna Abou Saleh Mansour et arracha le contrôle de Zarang aux Samanides.
Bien qu'Amr fût le chef de la rébellion en titre, Muhammad ben Hurmuz n'avait aucune intention de lui céder le pouvoir une fois les Samanides chassés du Sistan. Il se proclama émir, inscrivant son nom à la prière du vendredi et frappant lui-même ses pièces. Il fut cependant rapidement contré par le parti pro-saffaride, dirigé par un certain Ibn al-Haffar, qui s'empara du palais de Ya'qubi et proclama Amr émir le 2 mai 912. Lorsque Muhammad ben Hurmuz tenta de reprendre le pouvoir, il fut tué.
'Amr et Ibn al-Haffar furent bientôt contraints de faire face à une invasion samanide lancée pour reconquérir le Sistan. Les Samanides occupèrent les faubourgs de Zarang, mais ne purent pénétrer dans la ville. Pendant neuf mois, les Samanides et les Saffarides combattirent autour de la ville ; finalement, le 24 mai 913, 'Amr et Ibn al-Haffar se rendirent. Abou Saleh Mansur fut libéré et un sauf-conduit fut promis aux défenseurs, mais 'Amr, Ibn al-Haffar et les chefs ayyar furent envoyés à Hérat , puis à Boukhara . 'Amr fut envoyé à Samarcande , tandis que les chefs ayyar furent exécutés.
Amr quitta finalement Samarcande pour Bagdad , où les Abbassides lui offrirent refuge. Quelque temps plus tard, il fut invité à revenir au Sistan par Abou Ja'far Ahmad , qui avait rétabli la domination saffaride sur la province. Il reçut tous les honneurs et le poste de redresseur de torts.

## Sources
- (en) Clifford Edmund Bosworth, The History of the Saffarids of Sistan and the Maliks of Nimruz: (247/861 to 949/1542-3), Mazda Publishers, 1994 (ISBN 978-1-56859-015-8)